# Jättebalsamin
Jättebalsamin (Impatiens glandulifera) är en växtart i familjen balsaminväxter från västra Himalaya. Arten är introducerad och naturaliserad i Sverige, stora delar av Europa, och i vissa områden i Nordamerika.
I Sverige är första fynduppgift från Frihamnen i Stockholm, 1928. I Finland är de tidigaste uppgifterna om förvildning från 1970-talet.
Den blommar i juni–september(–oktober). När frökapseln är mogen räcker det med en lätt beröring för att den med en "explosionsliknande" puff ska sprida sina frön, liksom hos de andra balsaminerna, springkorn och blekbalsamin. Fröna kan kastas så långt som 7 meter.

## Invasiv art
På de brittiska öarna har den fått så stor spridning att den numera ses som en invasiv art och bekämpas. Den är även i hela Mellaneuropa känd som ett besvärligt ogräs, bl.a. i Tyskland, Österrike och Schweiz. Den europeiska växtskyddsorganisationen EPPO(en) har den på sin lista över invasiva arter. I USA är den ett noxious weed i delstaterna Connecticut, Oregon och Washington.